# 崔胡普霖
崔胡普霖（Pauline Woo Tsui，1920年10月2日—2018年11月27日）是一位美国华裔反歧视活动人士，她也是美華婦女會联合创始人。 

## 生平
崔胡普霖生于中国南京市。她的父亲生於夏威夷，所以她拥有美国双重国籍。她的舅舅是郭秉文。 
崔胡普霖曾在中西女中就讀，後來獲得了圣约翰大学教育学士学位。 
第二次世界大战期間，她來到重庆市定居。 在此期間，她在中央訓練團教授音乐。战后她搬到了美国。
抵达美国后，她就读于纽约哥伦比亚大学，並於1947年获得音乐教育硕士学位。她最初计划回到上海开办学校。不過由於中华人民共和国的成立，她決定不回到中國並且搬到了华盛顿哥伦比亚特区居住。之後她成為美國國家地理空間情報局的一名僱員，並且在那裡工作了30年。  1947年，她结识了中華民國外交官崔存璘並最終结婚，两人育有两个孩子。 
在政府部門工作期间，崔胡普霖發現女性和少数族裔備受歧視。
1977年，崔胡普霖与他人共同创立了美華婦女會，崔胡普霖本人于1983年至 2007年担任該組織的执行董事。
1990年代初，在其丈夫去世后，崔胡普霖从华盛顿搬到蒙哥马利县居住。
2018年，崔胡普霖因病去世。